# 엘게요마라퀘트현

엘게요마라퀘트현

엘게요마라퀘트현(Elgeyo-Marakwet County)은 케냐를 구성하는 47개 현 가운데 하나로 현도는 이텐이며 면적은 3,049.7km2, 인구는 369,998명(2009년 기준)이다. 2013년에 실시된 행정 구역 개편에 따라 리프트밸리주에서 분리되어 신설되었다. 북쪽으로는 서포코트현, 동쪽과 남동쪽, 남쪽으로는 바링고현, 남서쪽과 서쪽으로는 우아신기슈현, 북서쪽으로는 트랜스은조이아현과 접한다.

## 같이 보기
- 서포코트현
- 바링고현
- 우아신기슈현